# 斯氏啸鹟
斯氏啸鹟（学名：Pachycephala schlegelii），是啸鹟科啸鹟属的一种，分布于印度尼西亚和巴布亚新几内亚。该物种的保护状况被评为无危。
斯氏啸鹟的平均体重约为22.7克。栖息地为亚热带或热带的湿润山地林。